# Scytalidium uredinicola
Scytalidium uredinicola är en svampart som beskrevs av Kuhlman, J.W. Carmich. & T. Mill. 1977. Scytalidium uredinicola ingår i släktet Scytalidium, ordningen disksvampar, klassen Leotiomycetes, divisionen sporsäcksvampar och riket svampar.   Inga underarter finns listade i Catalogue of Life.